# Тихомиров, Иван Васильевич
Иван Васильевич Тихомиров (7 февраля 1909, село Борки, ныне Конаковского района Тверской области — 24 июля 1944, Военно-морская база Мемель, Клайпеда) — советский лётчик минно-торпедной авиации в годы Великой Отечественной войны, Герой Советского Союза (22.07.1944). капитан (25.04.1942). 

## Биография
Родился 7 февраля 1909 года в семье священника.
В 1930 году окончил Ленинградский речной техникум. Работал бакенщиком на Волге.
В 1932 году был призван в Красную армию и по комсомольской путёвке направлен в лётную школу. В 1933 году окончил Военно-теоретическую школу ВВС в Ленинграде, в 1935 году — Военную школу лётчиков и лётчиков-наблюдателей ВВС РККА в Ейске. Служил в авиации Черноморского флота, а затем на Тихоокеанском флоте.
С первых дней Великой Отечественной войны стремился на фронт, но только в конце 1943 года очередной его рапорт был удовлетворён.
С июня 1944 года воевал в составе 51-го минно-торпедного авиационного полка Краснознамённого Балтийского флота в должности командира эскадрильи. Освоил американский самолёт А-20 G «Boston». За короткое время совершил 9 боевых вылетов на бомбардировку скоплений войск противника.
20-21 июня 1944 года 2-я эскадрилья капитана Тихомирова участвовала в уникальной операции — разрушении плотины ГЭС на реке Свирь силами морской авиации. Все 2 дня лётчики без передышки делали один боевой вылет за другим, нанося удары по плотине. Только 21 июня десять бомб попали в цель, и плотина была разрушена по длине до 35 метров. Река Свирь вошла в нормальное русло. К исходу дня 21 июня войска 7-й армии Карельского фронта прорвали вражескую оборону и захватили несколько плацдармов на правом берегу реки. Путь для наступления советских войск был расчищен, так началась Свирско-Петрозаводская операция.
За период с 19 июня по 16 июля 1944 года эскадрилья капитана Тихомирова произвела 52 боевых вылета. Кроме разрушения плотины лётчики эскадрильи потопили 4 транспорта, эскадренный миноносец и тральщик, разрушили военный завод и большое количество железнодорожных вагонов.
16 июля 1944 года командир эскадрильи 51-го минно-торпедного авиационного полка (8-я минно-торпедная авиационная дивизия, ВВС Балтийского флота), капитан Тихомиров с эскадрильей участвовал в операции по потоплению немецкого крейсера ПВО «Ниобе» на военно-морской базе Котка. Экипаж Тихомирова наносил удар по стоящему рядом с броненосцем транспорту водоизмещением 6000 тонн. В результате взрыва двух тысячекилограммовых бомб транспорт разломился пополам и сразу же затонул.
Указом Президиума Верховного Совета СССР от 22 июля 1944 года «за образцовое выполнение заданий командования и проявленные мужество и героизм в боях с немецко-фашистскими захватчиками» капитану Тихомирову И. В. присвоено звание Героя Советского Союза.
А через два дня капитан Тихомиров погиб при постановке мин в военно-морской базе Мемель. Экипажи, которые в это время ставили мины, видели в воздухе большой силы взрыв, причина которого неизвестна. Есть версии, что в самолёт попал снаряд, или вражеская пуля пробила бензобак. При взрыве погиб весь экипаж. По другим данным, погиб в Рижском заливе во время атаки немецкого конвоя.

## Семья
- Жена — Валентина Владимировна.
- 2 сына. Один — Олег Иванович Тихомиров, окончил Рижское нахимовское военно-морское училище, служил в ВМФ, после работал в Северо-Западном речном пароходстве, был первым помощника капитана теплохода, носящего имя его отца. Автор книги об отце «Воспоминание о герое» (2019)[6].

## Награды
- Герой Советского Союза (22.07.1944);
- орден Ленина (22.07.1944);
- орден Красного Знамени (22.06.1944).

## Память
- Именем Героя названы улицы в поселке Селижарово Тверской области и в городе Калининграде, а также улица в Санкт-Петербурге.
- Имя присвоено теплоходу.
- Имя начертано на мемориальной доске в Памятном зале Монумента героическим защитникам Ленинграда, на памятнике морским лётчика в Калининграде и на мраморной плите у памятника в деревне Клопицы Волосовского района Ленинградской области.